# Станкович, Деян
Де́ян Ста́нкович (серб. Дејан Станковић, Dejan Stanković; род. 11 сентября 1978, Белград) — югославский и сербский футболист, выступавший на позиции полузащитника. После завершения карьеры — тренер. Главный тренер российского клуба «Спартак».
Станкович является воспитанником «Телеоптика» и белградской «Црвены звезды», в составе которой начал свою профессиональную карьеру. В 1998 году он переехал в Италию, где более пяти лет выступал за римский «Лацио», став чемпионом Италии, дважды обладателем Кубка Италии и Суперкубка Италии, выигрывал Кубок обладателей кубков УЕФА и Суперкубок УЕФА. В 2004 году перешёл в миланский «Интернационале», за который выступал десять сезонов, став пять раз чемпионом Италии, по четыре раза выигрывал Кубок Италии и Суперкубок Италии, а также по разу выигрывал Лигу чемпионов УЕФА и Клубный чемпионата мира. В 2013 году завершил свою карьеру футболиста.
В общей сложности за сборные Югославии, Сербии и Черногории и Сербии Станкович сыграл 103 матча и забил 14 мячей, в 2006—2011 годах был капитаном сборной Сербии. Он принимал участие в чемпионатах мира 1998, 2006 и 2010 годов, а также в чемпионате Европы 2000 года. Станкович известен как единственный спортсмен, представлявший на чемпионатах мира три страны с разными названиями.
После окончания карьеры игрока, в 2014 году Станкович начал свою тренерскую карьеру. С 2014 по 2015 год работал ассистентом главного тренера в «Удинезе», а с 2015 по 2016 год — в «Интернационале». С 2019 года начал свой путь в качестве главного тренера, возглавив «Црвену звезду». Станкович приводил белградский клуб к трём чемпионствам подряд и двум победам в Кубке Сербии. Осенью 2022 года возглавил кризисную «Сампдорию», однако не смог выправить ситуацию и клуб выбыл в Серию B, а Станкович покинул команду. В сентябре 2023 года возглавил венгерский клуб «Ференцварош», который привёл к чемпионству. В мае 2024 года Станкович возглавил российский клуб «Спартак».

## Клубная карьера

### Ранние годы
Станкович вырос в Земуне, районе Белграда. Оба его родителя имеют футбольное прошлое: отец Борислав играл за клуб ОФК из Белграда, а его мать Драгица играла за «Слогу» из Земуна. Станкович начал заниматься футболом в возрасте семи лет играя на улице и школьной площадке в мини-футбол. Вскоре был зачислен в академию клуба «Раднички» из Нова-Пазова, позже не прошёл просмотр в академии «Земуна» в связи с «недостатком таланта» и перешёл в школу клуба «Телеоптик», базирующийся в его районе Земун. В 14-летнем возрасте его заметил тренер юношеской команды «Црвены звезды» Бранко Радович и пригласил в академию клуба, где Станкович прошёл команды академии всех возрастов. В молодёжных командах «Црвены звезды» его тренировал Владимир Петрович, выступал вместе с Николой Лазетичем и Ненадом Лалатовичем.

### «Црвена звезда»
11 февраля 1995 года Станкович в возрасте 16 лет, шести месяцев и 19 дней под руководством главного тренера Любко Петровича дебютировал за основной состав клуба в матче против клуба ОФК (2:1), выйдя на поле за 15 минут до конца матча вместо Деяна Петковича. Он стал вторым самым молодым дебютантом в истории клуба после Милко Джуровского (16 лет, один месяц и 21 день), а позже Станковича обогнали Лука Йович (16 лет, пять месяцев и пять дней) и Филип Янкович (16 лет, шесть месяцев и 18 дней). В сезоне 1994/95 16-летний Станкович боролся за место в составе с такими игроками как Деян Петкович и Дарко Ковачевич, он провёл семь матчей в чемпионате и вместе с командой выиграл чемпионский титул, а также кубок страны. Свой первый мяч за «Црвену звезду» Станкович забил 18 августа 1995 года в возрасте 16 лет, 11 месяцев и 24 дня в матче 2-го тура чемпионата Югославии против клуба «Будучност» из Подгорицы на 38-й минуте встречи, став самым молодым автором гола в истории клуба (однако в 2014 году его опередил Лука Йович, отличившийся в возрасте 16 лет, пяти месяцев и пяти дней). В то же время он также стал постоянным игроком основной команды и любимцем болельщиков. В сезоне 1995/96 Станкович сыграл 24 матча чемпионата и забил четыре мяча, также он вместе с командой выиграл кубок, проведя четыре матча и отличившись один раз в финальном матче против «Партизана» (3:1).
В начале 1990-х годов «Црвена звезда» находилась под международным запретом из-за санкций ООН, наложенных на Югославию, вследствие чего команда не могла участвовать ни в каких европейских соревнованиях. Дисквалификация была снята перед сезоном 1995/96. 8 августа 1995 года Станкович дебютировал в еврокубках в матче Кубка УЕФА против «Ксамакса» (0:1), выйдя на 72-й минуте встречи. 17 мая 1997 года Станкович оформил хет-трик в матче чемпионата Югославии против подгорицкой «Будучности» (4:1). По итогам сезона 1996/97 Станкович вместе с «Црвеной звездой» выиграл третий подряд Кубок Югославии. Перед началом сезона 1997/98 он был назначен капитаном команды в возрасте 19 лет, став самым молодым капитаном в истории клуба. Лучшие свои игры он провёл в сезоне 1997/98, когда забил 15 мячей в 28 играх чемпионата. 21 февраля 1998 года принёс победу «Црвене звезде» в 109-м «Вечном дерби» против «Партизана» (2:1), отличившись на 82-й минуте встречи. 7 марта 1998 года оформил хет-трик в матче против зренянинского «Пролетер» (5:0). 8 апреля 1998 года Станкович оформил дубль в 110-м «Вечном дерби» против «Партизана», а сам матч закончился разгромной победой 4:0. В том сезоне красно-белые заняли второе место, отстав на два очка от «Обилича», занявшего первое место. Всего в сезоне 1997/98 провёл во всех турнирах 39 матчей и забил 21 мяч, тем самым Станкович стал лучшим бомбардиром клуба. В общей сложности Станкович провёл в «Црвене звезде» четыре сезона, в которых сыграл 113 матчей и забил 39 мячей. Вместе с командой полузащитник становился чемпионом Югославии (1995) и трижды выигрывал Кубок страны (1995, 1996, 1997).

### «Лацио»

#### 1998—1999
Летом 1998 года 19-летний Станкович подписал контракт с римским «Лацио», сумма трансфера составила 24 миллиарда итальянских лир. Также футболистом интересовались «Пари Сен-Жермен» и «Рейнджерс», которые также делали Станковичу предложения о переходе. Дебютировал за «Лацио» 29 августа 1998 года в матче за Суперкубок Италии против «Ювентуса», в котором Станкович вышел на 55-й минуте встречи вместо Павла Недведа, а сам матч завершился победой «Лацио» со счётом 2:1, тем самым Станкович выиграл свой первый трофей в Италии. В чемпионате Италии дебютировал за клуб 13 сентября 1998 года в матче против «Пьяченцы», в котором он также отличился первым забитым мячом за «Лацио». Несмотря на звёздный состав клуба в лице Павла Недведа, Хуана Себастьяна Вероны и Роберто Манчини, Станкович быстро обеспечил себе постоянное место в основном составе. Он сформировал связку в полузащите с аргентинцами Вероном и Диего Симеоне и был неотъемлемой частью успешной команды «Лацио» на рубеже десятилетий. В ноябре 1998 года «Лацио» отправился в Белград, чтобы сыграть матч Кубка обладателей кубков против «Партизана» (2:1), Станкович в этой встрече вышел на замену во втором тайме и уже через десять минут после выхода на поле бывший капитан «Црвены звезды», встреченный криками и оскорблениями со стороны местной публики, забил победный мяч, который в итоге выбил «Партизан» из турнира. В четвертьфинале турнира Станкович отличился в обоих матчах противостояния с «Паниониосом», а по итогам турнира «Лацио» стал обладателем Кубка. В своём первом сезоне в Италии, Станкович сыграл 42 матча и забил девять мячей, в Серии A «Лацио» был в шаге от завоевания скудетто, отстав от «Милана» на одно очко.

#### 1999—2003
Сезон 1999/98 «Лацио» начал матчей за Суперкубок УЕФА, в котором они обыграли «Манчестер Юнайтед» (1:0) и завоевали первый трофей в сезоне. В сезоне 1999/2000 «Лацио», наконец, сумел выиграть скудетто, вырвав первое место у «Ювентуса», обойдя его на одно очко в турнирной таблице. В том же сезоне Станкович вместе с клубом также выиграл Кубок Италии. 8 сентября 2000 года в матче за Суперкубок Италии 2000 года против «Интернационале» (4:3) на 74-й минуте забил мяч и помог своему клубу завоевать трофей. После двух домашних поражений от «Ромы» и «Удинезе» в Серии A, в январе 2001 года главный тренер команды Свен-Ёран Эрикссон подал в отставку, а новым тренером был назначен Дино Дзофф. «Лацио» не смогли повторить успех предыдущего сезона: финишировали третьими в сезоне 2000/01 Серии A, последними во втором групповом этапе Лиги чемпионов и выбыли из розыгрыша Кубка Италии в 1/4 финала от «Удинезе». 15 июня 2001 года Станкович подписал пятилетний контракт с «Фиорентиной», однако из-за финансовых проблем клуба переход в итоге не состоялся и он продолжил выступать в составе «Лацио». Из-за экономического кризиса, который переживал клуб в сезоне 2001/02, «Лацио» отдал в аренду капитана команды Алессандро Несту и аргентинского бомбардира Эрнана Креспо, однако Станкович остался в клубе и стал лидером для команды, а также получил капитанскую повязку от нового тренера Роберто Манчини. По итогам сезона 2001/02 «Лацио» занял лишь 6-е место в Серии A. В сезоне 2002/03 «Лацио» квалифицировался в Лигу чемпионов и дошёл до полуфинала Кубка УЕФА. Станкович был главным героем обоих римских дерби против «Ромы», забив как в первом, так и во втором матче.

#### 2003—2004
Перед началом сезона 2003/04 Станкович был близок к переходу в «Ювентус» за тридцать миллионов евро, однако он решил остаться в «Лацио». В 1/4 финала Кубка Италии 2003/04 он отличался в обеих встречах против «Пармы», что позволило «Лацио» продвинуться дальше по турниру, который они в итоге выиграли. В начале 2004 года генеральный менеджер «Ювентуса» Лучано Моджи заявил: «Мы хотели сообщить „Интеру“, что Станкович нас больше не интересует». Также Моджи заявил: «Сначала он подписал контракт с нами, а затем отправился в „Интер“, чтобы попросить вдвое больше, чем он зарабатывает в „Лацио“». Ему пришлось покинуть «Лацио» на фоне банкротства главного спонсора «орлов» — концерна Cirio, клуб испытывал серьёзные финансовые трудности. Таким образом, Станкович завершил свои выступления за «Лацио». За время выступлений за клуб он получил прозвище «il Dragone» (с итал. — «Дракон»). На протяжении всего своего выступления за «Лацио» Станкович показывал, что он нацелен на ворота, и, прежде всего, он показывал, что способен забивать мячи с дальних дистанций. В общей сложности Станкович провёл в «Лацио» шесть сезонов, сыграв 208 матчей, забив 34 мяча и сделав 17 результативных передач. Вместе с командой стал чемпионом Италии в сезоне 1999/2000, обладателем Кубка Италии сезона 1999/2000, Суперкубка Италии 1998 и 2000 годов, выигрывал Кубок обладателей кубков УЕФА в сезоне 1998/99 и Суперкубок УЕФА 1999 года.

### «Интернационале»

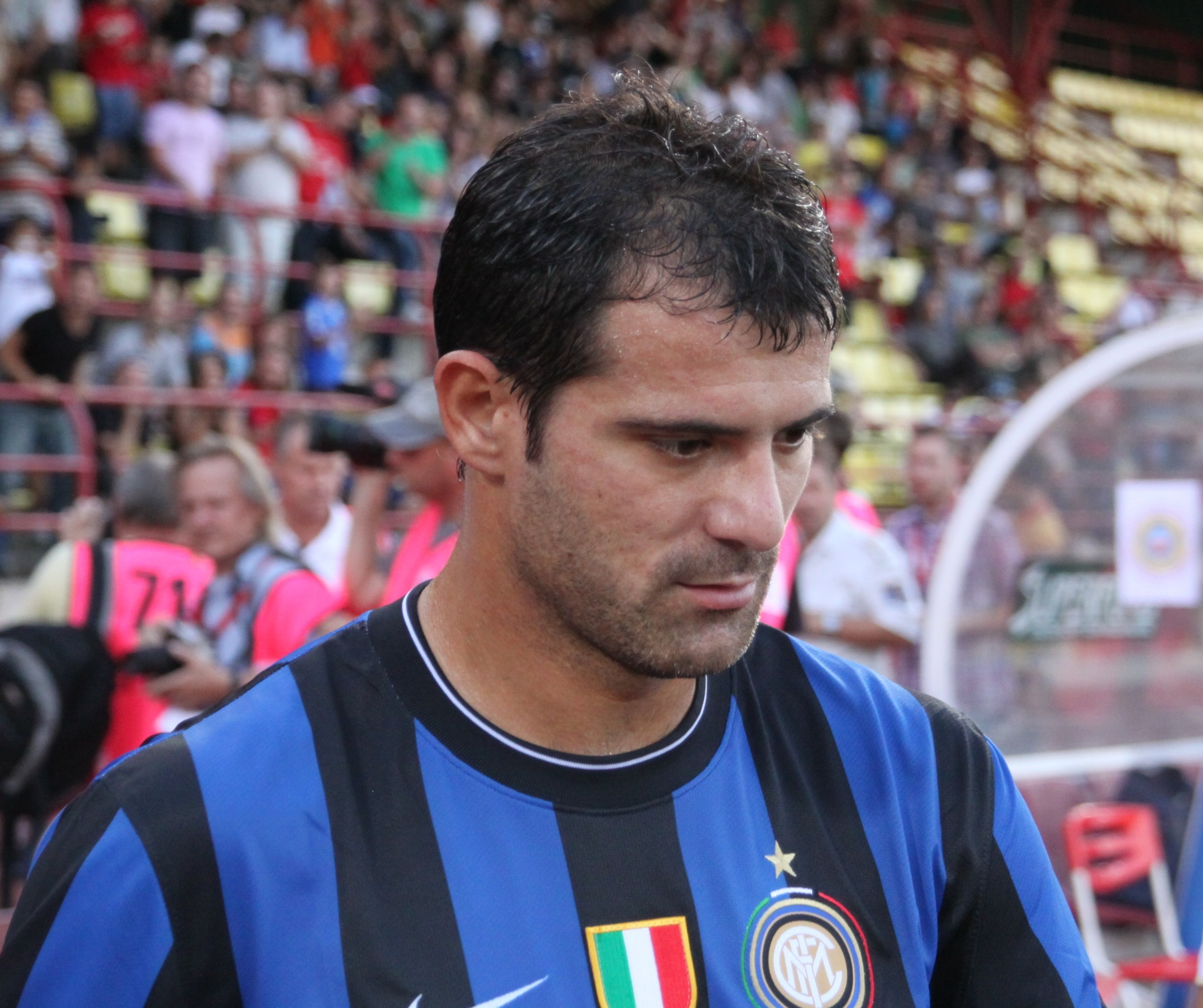
Станкович в составе «Интера», 2009 год

#### 2004—2007
В январе 2004 года, во время зимнего трансферного окна, Станкович перешёл в «Интернационале», в результате сделки на четыре миллиона евро, включающая также переход в «Лацио» македонца Горана Пандева. Дебютировал за «Интер» 1 февраля 2004 года под руководством главного тренера Альберто Дзаккерони в домашнем матче Серии A против «Сиены», который закончился победой со счётом 4:0. Свой первый мяч за клуб забил 21 февраля 2004 года в миланском дерби против «Милана», поразив ворота с углового. В команде Дзаккерони Станкович играл в схеме 3—4—3 на позиции левого полузащитника и подключался к атакам на ворота соперника. «Интер» завершил сезон 2003/04 на четвёртом месте в Серии A, получив таким образом право на участие в Лиге чемпионов. Тем не менее, президента клуба Массимо Моратти не убедил Дзаккерони и он покинул «Интернационале» в конце сезона, а новым тренером был назначен Роберто Манчини, с которым Станкович сначала играл, а потом и тренировался под его руководством в «Лацио». Из-за его близости к новому тренеру его называли «сыном Манчини». Летом 2004 года Станкович воссоединился с ещё одним знакомым лицом из «Лацио» — Синишей Михайловичем.
15 марта 2006 года забил единственный мяч в матче 1/8 финала Лиги чемпионов против «Аякса» и вывел «Интер» в следующую стадию турнира. 7 мая 2006 года Станкович провёл свой сотый матч за «Интернационале». По итогам сезона 2005/06 Станкович выиграл первое скудетто в «Интере», после того, как Итальянская федерация футбола оштрафовала «Ювентус» и «Милан» из-за коррупционного скандала. После летнего выступления на чемпионате мира 2006 года, он продемонстрировал отличную форму с самого начала сезона 2006/07, забив несколько решающих мячей. 15 октября 2006 года он оформил дубль в ворота «Катании» (2:1), 28 октября 2006 года забил один из мячей в дерби против «Милана» (4:3). 14 декабря 2006 года Станкович был признан футболистом года в Сербии Его игра в сезоне ещё больше усилила его основополагающую роль в команде, в результате чего «Интернационале» вновь выиграл чемпионский титул. 2 февраля 2007 года Станкович продлил контракт с клубом до 2010 года.

#### 2008—2009

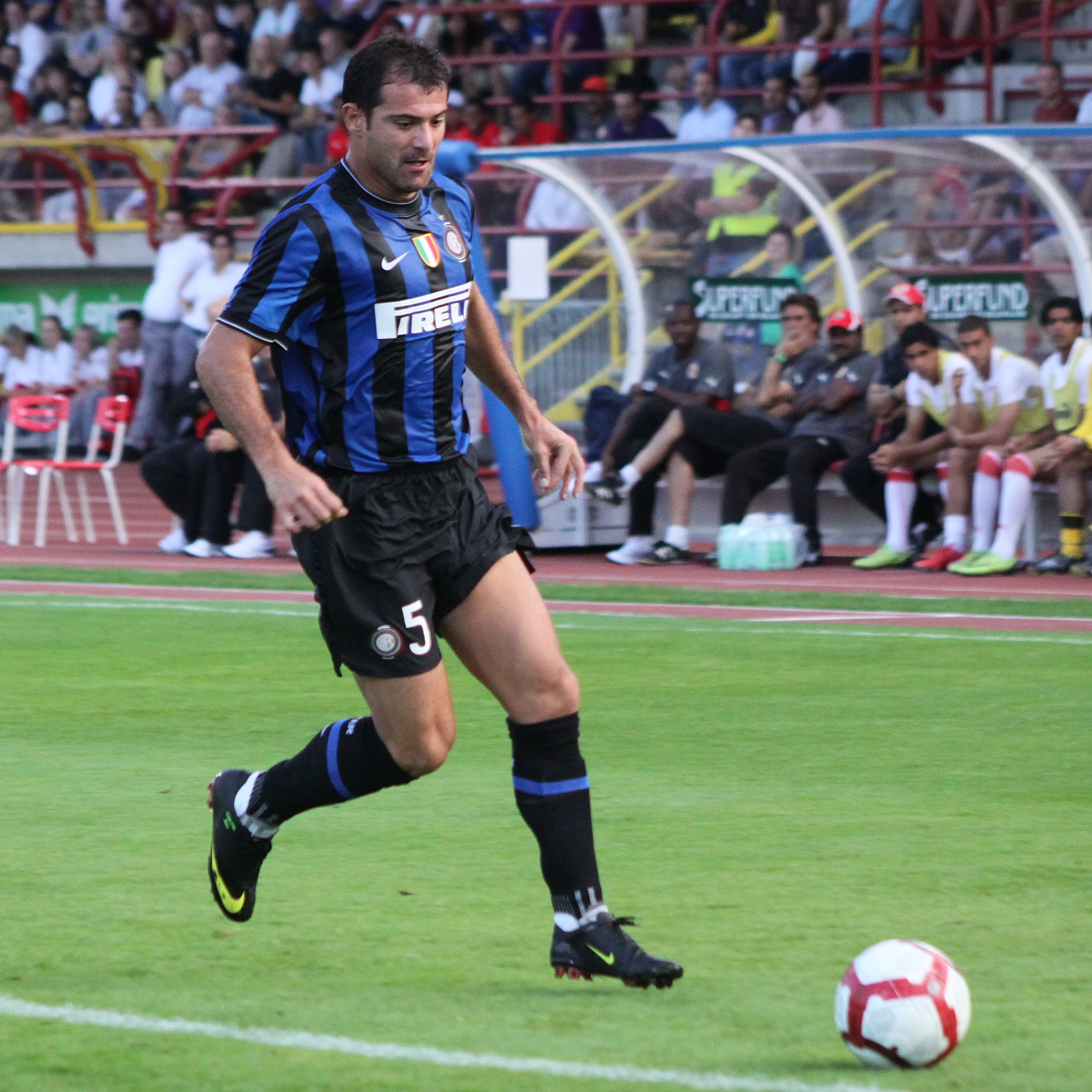
Станкович в составе «Интера», 2009 год

В июне 2008 года, с приходом на пост главного тренера «Интера» Жозе Моуринью вместо Манчини, в прессе появилось множество слухов о неизбежности ухода Станковича из клуба, поскольку, как сообщалось, он не пользовался большим уважением нового португальского тренера, а также имел прочную связь с предыдущим тренером. Затем, в конце июня 2008 года, после сообщений о том, что Моуринью заявил Станковичу, что ему не разрешат появиться на предсезонной подготовке в Южном Тироле и сообщений об интересе «Ювентуса», Станкович был близок к уходу из «Интера». Сообщения в прессе о предстоящем переходе Станковича в «Ювентус» вызвали у фанатов клуба протесты и онлайн-петиции, поскольку они не простили ни его отказа от перехода в клуб в январе 2004 года, ни его бурных публичных празднований после завоевания титула в Серии А сезона 2005/06, который был лишён у «Ювентуса» и передан «Интеру» после коррупционного скандала. Главный тренер «Ювентуса» Клаудио Раньери и его бывший товарищ по команде Павел Недвед поддержали переход серба в стан клуба, несмотря на протесты болельщиков. В итоге, сделка с «Ювентусом» сорвалась и Станкович остался в «Интере». Однако в середине июля 2008 года разговоры о трансфере вновь возобновились из-за предположения Моуринью о том, что «Станкович уже не тот игрок, которым он был в „Лацио“».
Станкович, однако, остался в клубе, чтобы бороться за место в команде Моуринью. Впоследствии серб вспоминал, о том, что Моуринью говорил ему, что его не волнует дружба Станковича и Манчини, он всё равно поставит его в состав и сделает на него ставку. 19 октября 2008 года Станкович забил мяч в выездной встрече против «Ромы» Лучано Спаллетти на «Олимпийском стадионе», а сам матч завершился победой миланского клуба 4:0. После матча Станкович заявил, что снова чувствует себя в отличной форме, полностью восстановившись от травм, также он поблагодарил Моуринью за предоставленную ему возможность сыграть. В декабре 2008 года Станкович, который к тому времени стал незаменимым игроком в полузащите Моуринью, в домашнем матче с «Кьево» (4:2): сначала сделал голевую передачу на Максвелла, а затем забил и сам, а позже сделал ещё одну результативную передачу на Златана Ибрагимовича. 7 февраля 2009 года Станкович в выездном матче против «Лечче» (3:0) провёл свой 200-й матч за «Интер» во всех соревнованиях, также в этой встрече Станкович отличился забитым мячом. 15 февраля 2009 года в 270-м миланском дерби он забил победный мяч в ворота «Милана» (2:1). В Лиге чемпионов «Интер» вышел в 1/8 финала, где они выбыли из турнира от «Манчестер Юнайтед»: Станкович отыграл все девяносто минут первого матча на «Сан-Сиро», в ответном матче он также вышел в стартовом составе, но, несмотря на то, что серб несколько раз имел возможность забить, «Манчестер» в итоге выиграл со счётом 0:2 и прошёл дальше. Это был 63-й матч Станковича в Лиге чемпионов, и таким образом он превзошёл Предрага Джорджевича как сербского игрока, сыгравшего наибольшее количество матчей в этом турнире. По итогам сезона 2008/09 «Интер» выиграл четвёртый чемпионский титул подряд. Всего во всех турнирах Станкович провёл 38 матчей и забил пять мячей.

#### 2009—2011
29 августа 2009 года в миланском дерби против «Милана» Станкович забил четвёртый мяч «Интера» в матче, отличившись ударом с дальней дистанции, а сам матч закончился победой 4:0. Впоследствии, 29 сентября 2009 года, он забил «Рубину» (1:1) в матче Лиги чемпионов УЕФА и 3 октября 2009 года «Удинезе» в чемпионате, продолжая показывать свою хорошую форму под руководством Жозе Моуринью. 18 октября 2009 года он забил мяч с 54 метров в матче против «Дженоа» (5:0), отправив мяч в ворота прямо с выноса мяча вратарём Марко Амелии. В конце сезона Станкович вместе с «Интером» сделал требл, выиграв Серию A 2009/10, Кубок Италии и Лигу чемпионов. 25 мая 2010 года Станкович продлил контракт с «Интернационале» до 2014 года.
Перед сезоном 2010/11 главным тренером «Интернационале» стал Рафаэль Бенитес, а Станкович продолжил выполнять свою роль полузащитника на поле. 28 ноября 2010 года Станкович сделал хет-трик в победном матче над «Пармой» со счётом 5:2 на «Сан-Сиро». На Клубном чемпионате мира по футболу 2010 года в Абу-Даби в середине декабря, Станкович в полуфинальном матче против «Соннама» отличился забитым мячом. Однако Бенитес решил оставить полузащитника на скамейке запасных в финале против «ТП Мазембе», а выпустил его только на 54-й минуте вместо Кристиана Кивы. Бенитеса вскоре уволили, несмотря на то, что он выиграл трофей, а пару недель спустя Станкович выразил недовольство решением испанца оставить его на скамейке запасных на финальный матч. В то же время, несмотря на публичную поддержку потерпевшего неудачу тренера несколькими месяцами ранее, Станкович заявил, что «Бенитес не работал в „Интере“».
В конце декабря 2010 года новым тренером «Интернационале» стал Леонардо. 28 декабря 2010 года Станкович во второй раз в карьере был признан футболистом года в Сербии. 15 января 2011 года Станкович отличился в домашнем матче против «Болоньи» (4:1), затем, 23 января 2011 года он отличился в выездном матче против «Удинезе», однако встреча завершилась поражением «Интера» 1:3. 26 января 2011 года в четвертьфинале Кубка Италии с «Наполи» Станкович повредил мышцу бедра, восстановился от её последствий 27 февраля 2011 года в матче Серии A против «Сампдории», в котором «Интер» выиграл со счётом 2:0. 5 апреля 2011 года стал автором гола с центра поля в матче четвертьфинала Лиги чемпионов УЕФА между «Интернационале» и «Шальке 04», однако команда потерпела поражение от немцев со счётом 2:5. Этот гол в ворота «Шальке» некоторые СМИ запомнили как один из лучших голов в истории Лиги чемпионов. 19 апреля 2011 года в первом матче полуфинала Кубка Италии против «Ромы» (1:0), Станкович забил победный мяч эффектным ударом с дальней дистанции. 29 мая 2011 года Станкович провёл на поле весь финальный матч Кубка Италии против «Палермо» (3:1), выиграв свой последний трофей в составе «Интера».

### Завершение карьеры
Станкович провёл в «Интере» ещё два сезона, но не показывал тот уровень, что был у него ранее. В мае 2012 года ему потребовалась хирургическое вмешательство, чтобы решить проблемы с ахилловым сухожилием. В сентябре 2012 года ему была сделана повторная операция на ахилле. Из-за повреждения ахиллова сухожилия Станкович за календарный год провёл всего четыре матча. Станкович не раз подчёркивал свою верность цветам «Интера» и заявлял, что готов играть за итальянский клуб до последнего дня своей карьеры. 6 июля 2013 года он объявил о прощании с болельщиками «Интера» в письме, опубликованном на официальном сайте клуба. В этот же день «Интернационале» расторг с ним контракт по взаимному согласию сторон, который действовал ещё один год, после чего Станкович заявил, что как минимум прощальный матч точно проведёт в составе «Црвены звезды». В связи с чем белградский клуб начал рассматривать возможность возвращения серба в родную команду, но в «Црвену звезду» Станкович так и не вернулся. В нём был заинтересован ряд итальянских клубов, а также несколько команд из ОАЭ. 26 августа 2013 года 34-летний Станкович объявил о завершении карьеры. Всего за «Интер» он сыграл 326 матчей, забил 42 мяча и отдал 54 голевые передачи, за время выступлений за клуб Станкович пять раз становился чемпионом Италии (2005/06, 2006/07, 2007/08, 2008/09, 2009/10), по четыре раза выигрывал Кубок Италии (2004/05, 2005/06, 2009/10, 2010/11) и Суперкубок Италии (2005, 2006, 2008, 2010), а также по разу выигрывал Лигу чемпионов УЕФА (2009/10) и Клубный чемпионата мира (2010). В 2019 году он был введён в Зал славы «Интера».

## Карьера в сборной

### Югославия
В 1995 году, в возрасте 16 лет, выступал за молодёжную сборную Югославии, за которую провёл один матч — против молодёжной сборной России. За национальную сборную Югославии Станкович дебютировал 22 апреля 1998 года в возрасте девятнадцати лет против сборной Южной Кореи, забив два мяча при победе со счётом 6:1. Игра Станковича в атаке помогла сборной компенсировать отсутствие нападающих Предрага Миятовича и Саво Милошевича. Станкович представлял Югославию на чемпионате мира 1998 года. На турнире он дебютировал в матче против сборной Ирана, выйдя со скамейки запасных, а в следующем матче против сборной Германии вышел в стартовом составе и забил один из мячей, а сам матч закончился ничьей 2:2. В следующем матче против сборной США (1:0) Станкович вновь вышел в стартовом составе, помог своей сборной одержать победу и занять второе место на групповом этапе. В матче 1/8 финала против сборной Нидерландов (1:2) Станкович остался на скамейке запасных, а сборная Югославии прекратила борьбу за титул, после того, как пропустили мяч в добавленное ко второму тайму время. Он сыграл за сборную в трёх матчах на чемпионате мира 1998 во Франции и был самым молодым игроком сборной Югославии. С тех пор Станкович являлся ключевой фигурой в её средней линии. Он участвовал во всех отборочных матчах к чемпионату Европы 2000 года, а Югославия вышла на турнир с первого места в группе. В решающем матче отборочного турнира на чемпионат Европы он забил мяч сборной Хорватии (2:2) в Загребе, поймав мяч головой спиной к воротам, после чего обыграл Дражена Ладича и отправил мяч в сетку ворот. Был включён в финальную заявку, сформированную Вуядином Бошковым, на чемпионат Европы 2000, где сборная Югославии дошла до четвертьфинала турнира, где снова встретилась со сборной Нидерландов и была обыграна 1:6. На турнире Станкович провёл два матча. Всего за сборную Югославии провёл 36 матчей и забил восемь мячей.

### Сербия и Черногория
В 2002 году сборная Югославии была переименована в Сербию и Черногорию и в 2004 году под новым названием начала участвовать в квалификации к чемпионату мира 2006 года. Станкович сыграл все матчи квалификации, кроме последнего и забил в них два мяча, выведя Сербию и Черногорию с первого места на турнир. На чемпионате мира 2006 года ему была присвоена футболка c номером «10», а капитаном сборной Сербии и Черногории на их первом чемпионате мира стал Саво Милошевич. Однако им не удалось выйти в плей-офф, проиграв все матчи в своей группе против сборных Нидерландов, Аргентины и Кот-д’Ивуара. После завершения карьеры в сборной Милошевича и распада Сербии и Черногории, Станкович унаследовал капитанскую повязку в обновлённой сборной Сербии. Всего за сборную Сербии и Черногории провёл 25 матчей и забил три мяча.

### Сербия
В 2009 году стал серебряным призёром Кипрского международного футбольного турнира в составе сборной Сербии. В квалификации к чемпионату мира 2010 года Станкович был капитаном и принял участие в восьми из десяти матчей сборной Сербии, квалифицировавшись с первого места в группе на свой первый чемпионат мира в качестве независимой страны. В июне 2010 года он был включён в состав сборной Сербии на чемпионат мира 2010 года в ЮАР. На чемпионате мира Сербия дебютировала в матче против сборной Ганы (0:1), пропустив на 84-й минуте встречи с пенальти. В тактической системе тренера Радомира Антича Станкович занимал не свойственную для себя оборонительную позицию, однако это не принесло ожидаемых результатов. Несмотря на победу над сборной Германии со счётом 1:0, поражение от Австралии со счётом 2:1 в последнем матче группового этапа лишило сербов возможности продолжить выступление на турнире. На турнире провёл все три матча группового этапа, отыграв в каждом из них 90 минут. Присутствуя на чемпионате мира 2010 года, Станкович стал первым футболистом в истории, принявшим участие в трёх чемпионатах мира с тремя разными командами.
6 сентября 2011 года в матче отборочного турнира на чемпионат Европы 2012 года против сборной Фарерских островов Станкович провёл свой 100-й матч за сборную. 11 октября 2011 года, после того, как сборная Сербии проиграла со счётом 0:1 в финальном отборочном матче чемпионата Европы 2012 года сборной Словении, Станкович объявил об уходе из сборной спустя тринадцать лет после своего дебютного матча против Южной Кореи в 1998 году. Два года спустя, 11 октября 2013 года, в Нови-Саде он сыграл свой прощальный матч в товарищеской встрече сборной Сербии против сборной Японии (2:0), в которой он играл до десятой минуты, после чего был заменён на Ивана Радовановича и получив бурные овации покидая поле. 35-летний Станкович стал рекордсменом по количеству матчей за сборные в истории Сербии (103), опередив на один матч Саво Милошевича (в 2018 году его рекорд побил Бранислав Иванович). Всего за сборную Сербии провёл 42 матча и забил три мяча.

## Тренерская карьера

### Начало карьеры
После окончания карьеры игрока, в 2014 году Станкович начал свою тренерскую карьеру. Летом 2014 года Станкович отказался от должности президента Федерации футбола Сербии, решив стать тренером. 5 июля 2014 года он стал помощником главного тренера «Удинезе» Андреа Страмаччони, под руководством которого выступал в «Интере» в сезоне 2011/12. У Станковича и Страмаччони сложились хорошие отношения во время работы в «Интере», в результате чего, итальянец решил пригласить серба в свой штаб в «Удинезе». После окончания сезона 2014/15 и ухода Страмаччони с поста главного тренера, Станкович также покинул команду.
19 июня 2015 года он вернулся в «Интернационале», где вошёл в тренерский штаб своего давнего знакомого Роберто Манчини. В штабе Манчини он отвечал за связи между клубом и командой. 30 июня 2016 года, по окончании сезона 2015/16, Станкович покинул «Интер». 6 марта 2017 года стал чиновником УЕФА. Станкович занял пост советника УЕФА по развитию футбола, где стал курировать несколько проектов УЕФА, помогая национальным ассоциациям в развитии детей в возрасте 14—15 лет.

### «Црвена звезда»

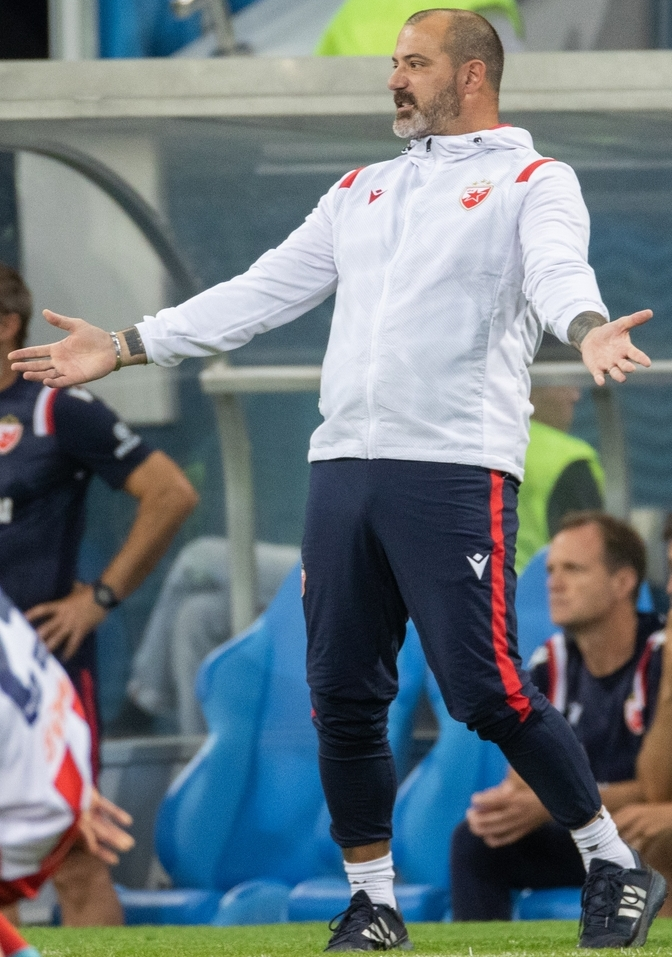
Станкович руководит «Црвеной звездой» в товарищеском матче против петербургского «Зенита», 3 июля 2022 года

21 декабря 2019 года Станкович был назначен главным тренером «Црвены звезды», подписав контракт на два с половиной года. На этом посту он сменил Владана Милоевича, после его решения покинуть клуб. Станкович выразил намерение позаимствовать некоторые характеристики у тренеров, которые ранее руководили им, заявив: «Я надеюсь продемонстрировать терпение Свена-Ёрана Эрикссона, практический подход Роберто Манчини, характер Моуринью и настрой Синиши Михайловича». По итогам сезона 2019/20 клуб выиграл сербскую Суперлигу, опередив своего вечного соперника «Партизан» на 14 очков, что стало первым трофеем Станковича в качестве тренера.
В сезоне 2020/21 «Црвена звезда» не проиграла ни единого матча на протяжении всего сезона лиги, выиграв 35 из 38 матчей и забив рекордные 114 мячей и тем самым вновь выиграла чемпионский титул. Клуб побил рекорд по набранным очкам в европейских соревнованиях, набрав 108 очков и обогнав по этому показателю «Селтик». 18 мая 2021 года Станкович продлил контракт с «Црвеной звездой» до лета 2024 года. 25 мая 2021 года клуб также выиграл Кубок Сербии, победив «Партизан» в финале по пенальти со счётом 4:3, тем самым сделав золотой дубль. В Лиге Европы УЕФА 2020/21 «Црвена звезда» вышла в плей-офф со второго места в своей группе. Клуб завершил свои выступления на турнире на стадии 1/8 финала, выбыв от «Милана» со счётом 3:3 по сумме двух матчей вследствие правила выездного гола.
В сезоне 2021/22 клуб в третий раз под руководством Станковича выиграл чемпионат, а также стал обладателем Кубка Сербии, тем самым сделав золотой дубль второй сезон подряд. В сезоне 2021/22 «Црвена звезда» вновь выступала в Лиге Европы и в своей группе вышла в плей-офф с первого места, где в 1/8 финала встретилась с «Рейнджерс», но по итогам двухматчевого противостояния покинула турнир. 26 августа 2022 года «Црвена звезда» объявила об уходе Станковича с поста главного тренера клуба. Причиной отставки стало поражение в ответном матче раунда плей-офф квалификации Лиги чемпионов сезона 2022/23: сербский клуб принимал дома «Маккаби» из Хайфы и по ходу встречи вёл со счётом 2:0, однако сначала «Црвена звезда» пропустила мяч на 5-й компенсированной минуте к первому тайму, а на 90-й минуте автогол Милана Павкова вывел израильский клуб в групповой этап турнира. Под руководством Станковича «Црвена» трижды выигрывала чемпионат Сербии, а также два раза Кубок Сербии.

### «Сампдория»
6 октября 2022 года, после увольнения Марко Джампаоло, Станкович подписал контракт с «Сампдорией», на тот момент занимающей последнее место в турнирной таблице с двумя очками после восьми игр. В первых восьми матчах под руководством серба, команда одержала две победы, а также выиграла в 1/16 финала Кубка Италии, однако Станкович не сумел исправить ситуацию. У его «Сампдории» были неудачные периоды — восемь поражений в девяти турах, безвыигрышная серия из одиннадцати матчей, а затем ещё одна также из одиннадцати. По ходу сезона у «Сампдории» были финансовые сложности, при этом в команде благодаря Станковичу была нормальная атмосфера. Команда завершила сезон 2022/23 на последнем месте с отставанием в 12 очков от спасительного 17-го места, набрав при сербском тренере 17 очков в 30 играх. 4 июня 2023 года Станкович объявил об уходе из «Сампдории».

### «Ференцварош»
4 сентября 2023 года Станкович стал главным тренером венгерского клуба «Ференцварош». 14 декабря 2023 года «Ференцварош» сыграл вничью с «Фиорентиной» на «Групама Арене» в последнем матче группового этапа Лиги конференции УЕФА 2023/24, в которой они финишировали вторыми в своей группе и вышли в плей-офф турнира. В интервью La Gazzetta dello Sport он отметил, что для него было большим достижением дважды сыграть вничью с «Фиорентиной», а работа тренером «Ференцвароша» научила его справляться со стрессом в качестве тренера. 20 апреля 2024 года, «Ференцварош» сыграл вничью с «Кишвардой» (0:0) в матче 29-го тура чемпионата Венгрии, увеличил отрыв от ближайшего преследователя до 15 очков и тем самым стал чемпионом, что стало третьем подряд титулом для клуба. 15 мая 2024 года «Ференцварош» на «Пушкаш Арене» потерпел поражение от «Пакша» со счётом 2:0 в финале Кубка Венгрии. 16 мая 2024 года Станкович объявил об уходе со своей должности. В последнем матче сезона, 19 мая 2024 года против «Уйпешта» (2:0), Станкович уже не руководил командой.

### «Спартак» (Москва)

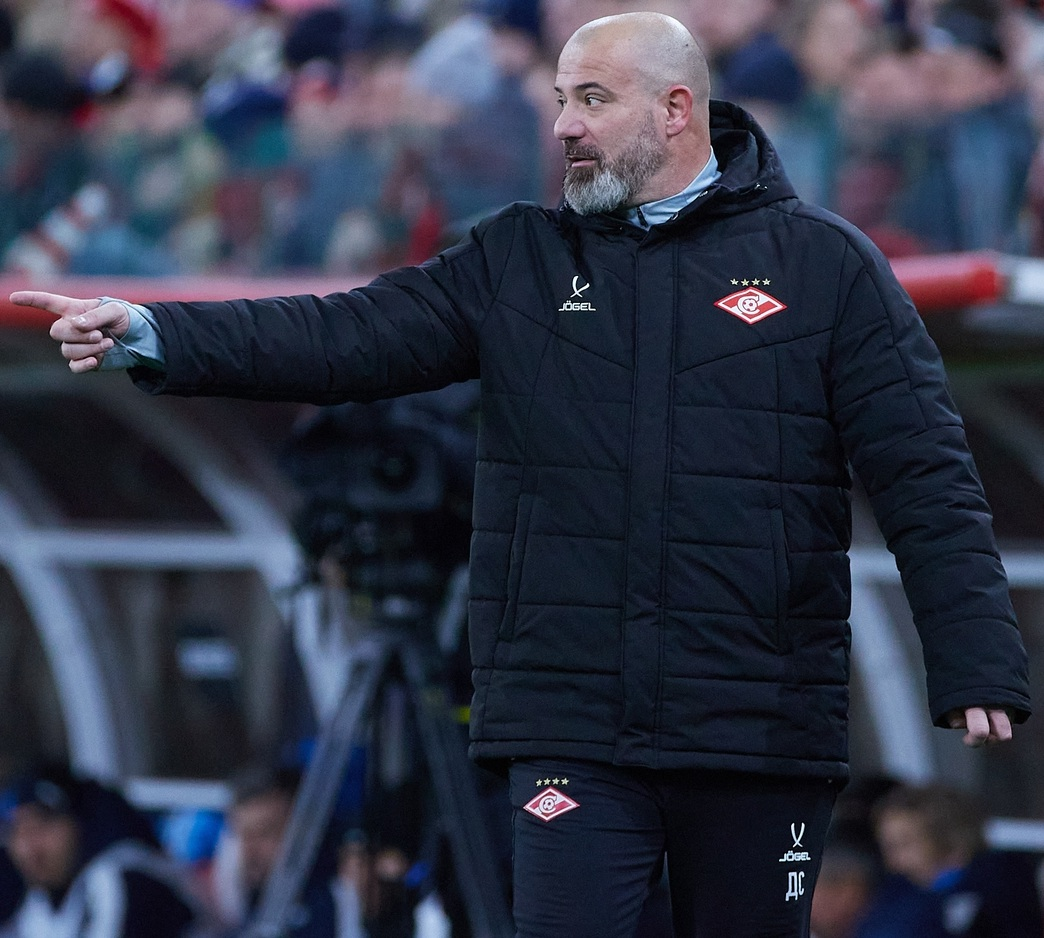
Станкович руководит московским «Спартаком» в матче против петербургского «Зенита», 16 марта 2025 года

#### Сезон 2024/25
16 мая 2024 года московский «Спартак» объявил о том, что Станкович станет главным тренером команды начиная с сезона 2024/25, а контракт со специалистом будет подписан на два года. В тренерский штаб Станковича вошли: ассистенты Ненад Сакич и Вадим Романов, тренер вратарей Пьерлуиджи Бривио, тренер по физической подготовке Федерико Паннончини и аналитик Винченцо Сассо. 19 июня 2024 года был представлен в качестве главного тренера «Спартака». 21 июня 2024 года Станкович провёл свою первую тренировку в клубе на предсезонном сборе. Свой первый матч в качестве главного тренера «Спартака» провёл 21 июля 2024 года в гостевой встрече 1-го тура чемпионата России против «Оренбурга», в котором команда Станковича потерпела поражение со счётом 2:0. Станкович стал пятым подряд тренером «Спартака», не сумевшим победить в своём дебютном матче в клубе. 28 июля 2024 года «Спартак» одержал первую победу при Станковиче, обыграв «Химки» (3:1) в матче 2-го тура чемпионата России.
31 июля 2024 года в матче 1-го тура группового этапа Кубка России «Спартак» под руководством Станковича разгромил московское «Динамо» со счётом 3:0, а 5 августа 2024 года в матче 3-го тура чемпионата России разгромил самарские «Крылья Советов» (3:0), одержав тем самым две крупные победы подряд впервые за два года. 14 августа 2024 года «Спартак» в гостевом матче 2-го тура группового этапа Кубка России обыграл «Крылья Советов» (3:0), команда продлила свою серию без пропущенных мячей до четырёх матчей, подобная серия стала для «Спартака» первой за восемь лет. 18 августа 2024 года команда в домашнем матче 5-го тура чемпионата России обыграла воронежский «Факел» — 3:0, для «Спартака» этот матч стал третьим подряд в чемпионате России, в котором команда не пропустила мячи в свои ворота, подобная серия стала первой с лета 2018 года для клуба. Также спартаковцы под руководством Станковича одержали четыре крупные победы в семи стартовых матчах сезона — единственный раз такое удавалось тренеру «красно-белых» Олегу Романцеву в 1989 году. 31 августа 2024 года «Спартак» в меньшинстве одержал победу над «Рубином» (1:0) в матче 7-го тура чемпионата России. Команда сыграла на ноль в пяти матчах РПЛ подряд — лучшая сухая серия с 1998 года, когда было семь сухих матчей подряд. Также «Спартак» ни разу не пропустил дома в четырёх матчах в РПЛ при Деяне Станковиче, серб стал первым тренером с четырьмя сухими домашними матчами подряд в чемпионате России на старте работы в «Спартаке».
2 ноября 2024 года «Спартак» впервые с сезона 2016/17 обыграл московский ЦСКА в гостях, выиграв со счётом 2:0. 23 ноября 2024 года «Спартак» в матче 16-го тура чемпионата России обыграл московский «Локомотив» (5:2), впервые забив пять мячей «железнодорожникам» в рамках чемпионата России. 1 декабря 2024 года «красно-белые» в матче 17-го тура чемпионата России обыграли «Краснодар» (3:0) в гостях впервые с июля 2022 года, также «Спартак» нанёс первое поражение «быкам» в сезоне 2024/25 в РПЛ. Обыграв «Краснодар», «Спартак» впервые с 2017 года одержал пять побед подряд в РПЛ, победив в них с общим счётом 16:2. Для «Спартака» данная разгромная победа стала девятой за сезон во всех турнирах, что случилось впервые в XXI веке. Также «красно-белые» впервые с 2009 года одержали три подряд разгромные победы в чемпионате России. 7 декабря 2024 года «Спартак» в матче 18-го тура чемпионата России одержал победу над «Пари Нижним Новгородом» (3:0). Эта победа стала для клуба четвёртой подряд в РПЛ с крупным счётом, тем самым «красно-белые» повторили рекорд лиги. Также «Спартак» впервые в XXI веке одержал десятую разгромную победу за сезон. В шести матчах РПЛ команда забила 19 мячей, пропустив при этом два мяча. По итогам ноября—декабря 2024 года Станкович был признан лучшим тренером месяца Российской премьер-лиги.
2 марта 2025 года «Спартак» в матче 19-го тура чемпионата России обыграл «Оренбург» (2:0), тем самым впервые в XXI веке одержав семь побед подряд в чемпионате России. Также «Спартак» установил новый клубный рекорд по сухим матчам после 19 туров сезона в Премьер-лиге, проведя 12-й сухой матч в сезоне. Также команда впервые с 2020 года выиграла первый матч после зимней паузы. 16 марта 2025 года в матче 21-го тура чемпионата России «Спартак» обыграл петербургский «Зенит» (2:1) благодаря дублю Кристофера Мартинса, эта победа стала первой над петербургским клубом с 2017 года. 6 апреля 2025 года «Спартак» в гостевом матче 23-го тура чемпионата России обыграл «Ростов» (3:0) и установил новый клубный рекорд по количеству крупных побед за сезон в ХХІ веке, одержав восьмую крупную победу в сезоне. Также «Спартак» установил клубный рекорд по сухим матчам после 23 туров, сыграв 14 раз в сезоне на ноль. После возобновления РПЛ после зимней паузы, «Спартак» потерпел четыре поражения в 11 матчах (за осенний отрезок было три за 18 игр), дважды сыграл вничью с аутсайдерами («Факелом» и «Ахматом») и откатился на пятую строчку турнирной таблицы. 15 мая 2025 года «Спартак» упустил возможность выйти в суперфинал Кубка России, уступив в матче финала пути регионов «Ростову» (1:2). По итогам чемпионата России 2024/25 команда заняла четвёртое место в турнирной таблице. 25 мая 2025 года «Спартак» объявил о продлении контракта со Станковичем до лета 2027 года.

#### Сезон 2025/26
19 июля 2025 года «Спартак» стартовал в сезоне 2025/26 с победы над махачкалинским «Динамо» (1:0) в матче 1-го тура чемпионата России. 26 июля 2025 года в матче 2-го тура чемпионата России «Спартак» во встрече с двумя удалениями разгромно проиграл «Балтике» (0:3). 3 августа 2025 года «Спартак» не смог в меньшинстве обыграть на выезде «Акрон» (1:1), после трёх туров Премьер-лиги «красно-белые» имели только два забитых мяча на своём счету, что стало антирекордом для команды. «Спартак» стал третьей командой в истории Премьер-лиги, заработавшей три удаления в трёх стартовых турах. 9 августа 2025 года команда проиграла московскому «Локомотиву» (2:4) в рамках 4-го тура чемпионата России, повторив клубный антирекорд по пропущенным мячам после четырёх туров сезона — восемь голов, также «Спартак» показал худший старт с 2011 года, набрав четыре очка.

## Стиль игры
Станкович часто играл на позиции атакующего полузащитника, однако он был универсальным игроком, способным занимать и другие позиции на поле. Он стал известен своим умением играть на флангах атаки, а также в качестве опорного полузащитника. Станкович — настойчивый игрок, был известен своей эффективными и точными передачами, универсальностью и креативностью, а также способностью забивать мячи, особенно с дальнего расстояния. Он также эффективно играл головой, и был известен скоростью, мастерством и видением поля. Его бывший товарищ по «Лацио», «Интернационале» и сборной Синиша Михайлович заявлял: «У Станковича было всё: сила, скорость, интеллект, способность идти вперёд, техника. По моему мнению, на самом деле, он добился меньшего, чем мог бы достичь, учитывая его качества».

## Личная жизнь
Станкович родился в Белграде, в семье бывших футболистов Борислава и Драгицы, у него есть брат Синиша. Он был женат на Ане Ачимович, с которой познакомился в возрасте 19 лет и которая является сестрой бывшего футболиста Миленко Ачимовича, бывшего партнёра Станковича по «Црвене звезде». Деян и Ана сыграли свадьбу в 2000 году. У пары трое сыновей: Стефан (род. 2000), Филип (род. 2002) и Александар (род. 2005). Все трое сыновей Станковича были членами футбольной академии миланского «Интера». В декабре 2024 года Деян и Ана развелись, однако пара рассталась ещё в 2023 году.
Станкович и его семья проводили большую часть своего свободного времени в столице Словении Любляне, где родилась его бывшая жена и проживает его шурин Миленко. В 2014 году Станкович играл в любительской лиге Словении за ветеранский клуб КМН «Олимпия Любляна», где играл вместе со своим шурином и рядом бывших профессиональных футболистов (такими, как Себастьян Цимиротич и Игорь Лазич).
Вторая жена — журналистка из Словении Анита Боянич, с которой Станкович поженился в декабре 2024 года. 19 января 2025 года у пары родилась дочь Анжела.

## Достижения

### В качестве игрока

#### Командные
«Црвена звезда»
- Чемпион Югославии: 1994/95
- Обладатель Кубка Югославии (3): 1994/95[англ.], 1995/96[англ.], 1996/97[англ.]

«Лацио»
- Чемпион Италии: 1999/2000
- Обладатель Кубка Италии (2): 1999/2000, 2003/04[англ.]
- Обладатель Суперкубка Италии (2): 1998, 2000
- Обладатель Кубка обладателей кубков УЕФА: 1998/99
- Обладатель Суперкубка УЕФА: 1999

«Интернационале»
- Чемпион Италии (5): 2005/06, 2006/07, 2007/08, 2008/09, 2009/10
- Обладатель Кубка Италии (4): 2004/05[англ.], 2005/06[англ.], 2009/10, 2010/11
- Обладатель Суперкубка Италии (4): 2005, 2006, 2008, 2010
- Победитель Лиги чемпионов УЕФА: 2009/10
- Победитель Клубного чемпионата мира: 2010

#### Личные
- Футболист года в Сербии (2): 2006[53], 2010[86]
- Входит в символическую сборную года по версии European Sports Media: 2006/07[225]
- Введён в зал славы футбольного клуба «Интернационале»: 2019[106]

### В качестве тренера

#### Командные
«Црвена звезда»
- Чемпион Сербии (3): 2019/20[англ.], 2020/21[англ.], 2021/22
- Обладатель Кубка Сербии (2): 2020/21[англ.], 2021/22[англ.]

«Ференцварош»
- Чемпион Венгрии: 2023/24

#### Личные
- Лучший тренер месяца в Российской премьер-лиге: ноябрь—декабрь 2024[199]

## Статистика

### Клубная
| Выступление      | Выступление      | Выступление      | Лига | Лига | Кубок страны | Кубок страны | Еврокубки | Еврокубки | Прочие | Прочие | Итого | Итого |
| Клуб             | Лига             | Сезон            | Игры | Голы | Игры         | Голы         | Игры      | Голы      | Игры   | Голы   | Игры  | Голы  |
| ---------------- | ---------------- | ---------------- | ---- | ---- | ------------ | ------------ | --------- | --------- | ------ | ------ | ----- | ----- |
| Црвена звезда    | Первая лига      | 1994/95          | 7    | 0    | 0            | 0            | 0         | 0         | 0      | 0      | 7     | 0     |
| Црвена звезда    | Первая лига      | 1995/96          | 24   | 4    | 4            | 1            | 2         | 0         | 0      | 0      | 30    | 5     |
| Црвена звезда    | Первая лига      | 1996/97          | 26   | 10   | 6            | 1            | 5         | 2         | 0      | 0      | 37    | 13    |
| Црвена звезда    | Первая лига      | 1997/98          | 28   | 15   | 7            | 3            | 4         | 3         | 0      | 0      | 39    | 21    |
| Црвена звезда    | Итого            | Итого            | 85   | 29   | 17           | 5            | 11        | 5         | 0      | 0      | 113   | 39    |
| Лацио            | Серия А          | 1998/99          | 29   | 4    | 5            | 1            | 7         | 4         | 1      | 0      | 42    | 9     |
| Лацио            | Серия А          | 1999/00          | 16   | 3    | 4            | 0            | 11        | 2         | 1      | 0      | 32    | 5     |
| Лацио            | Серия А          | 2000/01          | 21   | 0    | 2            | 1            | 9         | 0         | 1      | 1      | 33    | 2     |
| Лацио            | Серия А          | 2001/02          | 27   | 7    | 4            | 0            | 5         | 1         | 0      | 0      | 36    | 8     |
| Лацио            | Серия А          | 2002/03          | 29   | 6    | 2            | 0            | 7         | 0         | 0      | 0      | 38    | 6     |
| Лацио            | Серия А          | 2003/04          | 15   | 2    | 4            | 2            | 8         | 0         | 0      | 0      | 27    | 4     |
| Лацио            | Итого            | Итого            | 137  | 22   | 21           | 4            | 47        | 7         | 3      | 1      | 208   | 34    |
| Интернационале   | Серия А          | 2003/04          | 14   | 4    | 2            | 0            | 0         | 0         | 0      | 0      | 16    | 4     |
| Интернационале   | Серия А          | 2004/05          | 31   | 3    | 6            | 0            | 10        | 3         | 0      | 0      | 47    | 6     |
| Интернационале   | Серия А          | 2005/06          | 23   | 2    | 6            | 2            | 8         | 2         | 1      | 0      | 38    | 6     |
| Интернационале   | Серия А          | 2006/07          | 34   | 6    | 3            | 0            | 7         | 0         | 1      | 0      | 45    | 6     |
| Интернационале   | Серия А          | 2007/08          | 21   | 1    | 3            | 0            | 6         | 0         | 1      | 0      | 31    | 1     |
| Интернационале   | Серия А          | 2008/09          | 31   | 5    | 1            | 0            | 5         | 0         | 1      | 0      | 38    | 5     |
| Интернационале   | Серия А          | 2009/10          | 29   | 3    | 1            | 0            | 12        | 2         | 1      | 0      | 43    | 5     |
| Интернационале   | Серия А          | 2010/11          | 26   | 5    | 3            | 1            | 7         | 2         | 4      | 1      | 40    | 9     |
| Интернационале   | Серия А          | 2011/12          | 19   | 0    | 0            | 0            | 5         | 0         | 1      | 0      | 25    | 0     |
| Интернационале   | Серия А          | 2012/13          | 3    | 0    | 0            | 0            | 0         | 0         | 0      | 0      | 3     | 0     |
| Интернационале   | Итого            | Итого            | 231  | 29   | 25           | 3            | 60        | 9         | 10     | 1      | 326   | 42    |
| Всего за карьеру | Всего за карьеру | Всего за карьеру | 453  | 80   | 63           | 12           | 118       | 21        | 13     | 2      | 647   | 115   |

1. ↑  Суперкубок Италии; Суперкубок УЕФА; Клубный чемпионат мира

### Сборная
| Сборная                              | Год                                  | Игры | Голы |
| ------------------------------------ | ------------------------------------ | ---- | ---- |
| Югославия                            |                                      |      |      |
| 1998                                 | 10                                   | 3    |      |
| 1999                                 | 7                                    | 3    |      |
| 2000                                 | 8                                    | 0    |      |
| 2001                                 | 6                                    | 2    |      |
| 2002                                 | 5                                    | 0    |      |
| Всего за сборную Югославии           | Всего за сборную Югославии           | 36   | 8    |
| Сербия и Черногория                  |                                      |      |      |
| 2002                                 | 3                                    | 0    |      |
| 2003                                 | 4                                    | 0    |      |
| 2004                                 | 6                                    | 2    |      |
| 2005                                 | 7                                    | 0    |      |
| 2006                                 | 5                                    | 1    |      |
| Всего за сборную Сербии и Черногории | Всего за сборную Сербии и Черногории | 25   | 3    |
| Сербия                               |                                      |      |      |
| 2006                                 | 6                                    | 1    |      |
| 2007                                 | 5                                    | 0    |      |
| 2008                                 | 6                                    | 0    |      |
| 2009                                 | 7                                    | 0    |      |
| 2010                                 | 10                                   | 2    |      |
| 2011                                 | 7                                    | 0    |      |
| 2013                                 | 1                                    | 0    |      |
| Всего за сборную Сербии              | Всего за сборную Сербии              | 42   | 3    |
| Итого                                | Итого                                | 103  | 14   |

### Матчи за сборную
| Матчи и голы Деяна Станковича за сборную Югославии | Матчи и голы Деяна Станковича за сборную Югославии | Матчи и голы Деяна Станковича за сборную Югославии | Матчи и голы Деяна Станковича за сборную Югославии | Матчи и голы Деяна Станковича за сборную Югославии | Матчи и голы Деяна Станковича за сборную Югославии | Матчи и голы Деяна Станковича за сборную Югославии |
| -------------------------------------------------- | -------------------------------------------------- | -------------------------------------------------- | -------------------------------------------------- | -------------------------------------------------- | -------------------------------------------------- | -------------------------------------------------- |
| №                                                  | Дата                                               | Оппонент                                           | Счёт                                               | Голы                                               | Соревнование                                       |                                                    |
| 1                                                  | 22 апреля 1998                                     | Республика Корея                                   | 3:1                                                | 2                                                  | Товарищеский матч                                  |                                                    |
| 2                                                  | 29 мая 1998                                        | Нигерия                                            | 3:0                                                | —                                                  | Товарищеский матч                                  |                                                    |
| 3                                                  | 3 июня 1998                                        | Япония                                             | 1:0                                                | —                                                  | Товарищеский матч                                  |                                                    |
| 4                                                  | 6 июня 1998                                        | Швейцария                                          | 1:1                                                | —                                                  | Товарищеский матч                                  |                                                    |
| 5                                                  | 14 июня 1998                                       | Иран                                               | 1:0                                                | —                                                  | ЧМ-1998. Группа F                                  |                                                    |
| 6                                                  | 21 июня 1998                                       | Германия                                           | 2:2                                                | —                                                  | ЧМ-1998. Группа F                                  |                                                    |
| 7                                                  | 25 июня 1998                                       | США                                                | 1:0                                                | —                                                  | ЧМ-1998. Группа F                                  |                                                    |
| 8                                                  | 2 сентября 1998                                    | Швейцария                                          | 1:0                                                | 1                                                  | Товарищеский матч                                  |                                                    |
| 9                                                  | 18 ноября 1998                                     | Иран                                               | 1:0                                                | —                                                  | Отборочный турнир к ЧЕ-2000                        |                                                    |
| 10                                                 | 23 декабря 1998                                    | Израиль                                            | 0:2                                                | —                                                  | Товарищеский матч                                  |                                                    |
| 11                                                 | 10 декабря 1999                                    | Мальта                                             | 3:0                                                | —                                                  | Отборочный турнир к ЧЕ-2000                        |                                                    |
| 12                                                 | 8 июня 1999                                        | Мальта                                             | 4:1                                                | —                                                  | Отборочный турнир к ЧЕ-2000                        |                                                    |
| 13                                                 | 18 августа 1999                                    | Хорватия                                           | 0:0                                                | —                                                  | Отборочный турнир к ЧЕ-2000                        |                                                    |
| 14                                                 | 1 сентября 1999                                    | Ирландия                                           | 1:2                                                | 1                                                  | Отборочный турнир к ЧЕ-2000                        |                                                    |
| 15                                                 | 5 сентября 1999                                    | Северная Македония                                 | 3:1                                                | —                                                  | Отборочный турнир к ЧЕ-2000                        |                                                    |
| 16                                                 | 8 сентября 1999                                    | Северная Македония                                 | 4:2                                                | 1                                                  | Отборочный турнир к ЧЕ-2000                        |                                                    |
| 17                                                 | 9 октября 1999                                     | Хорватия                                           | 2:2                                                | 1                                                  | Отборочный турнир к ЧЕ-2000                        |                                                    |
| 18                                                 | 25 мая 2000                                        | Китай                                              | 2:0                                                | —                                                  | Товарищеский матч                                  |                                                    |
| 19                                                 | 28 мая 2000                                        | Республика Корея                                   | 0:0                                                | —                                                  | Товарищеский матч                                  |                                                    |
| 20                                                 | 30 мая 2000                                        | Республика Корея                                   | 0:0                                                | —                                                  | Товарищеский матч                                  |                                                    |
| 21                                                 | 13 июня 2000                                       | Словения                                           | 3:3                                                | —                                                  | ЧЕ-2000. Группа C                                  |                                                    |
| 22                                                 | 25 июня 2000                                       | Нидерланды                                         | 1:6                                                | —                                                  | ЧЕ-2000. 1/4 финала                                |                                                    |
| 23                                                 | 18 июня 2000                                       | Северная Ирландия                                  | 2:1                                                | —                                                  | Товарищеский матч                                  |                                                    |
| 24                                                 | 3 сентября 2000                                    | Люксембург                                         | 2:0                                                | —                                                  | Отборочный турнир к ЧМ-2002                        |                                                    |
| 25                                                 | 15 ноября 2000                                     | Румыния                                            | 1:2                                                | —                                                  | Товарищеский матч                                  |                                                    |
| 26                                                 | 24 марта 2001                                      | Швейцария                                          | 1:1                                                | —                                                  | Отборочный турнир к ЧМ-2002                        |                                                    |
| 27                                                 | 25 апреля 2001                                     | Россия                                             | 0:1                                                | —                                                  | Отборочный турнир к ЧМ-2002                        |                                                    |
| 28                                                 | 6 июня 2001                                        | Фарерские острова                                  | 6:0                                                | 2                                                  | Отборочный турнир к ЧМ-2002                        |                                                    |
| 29                                                 | 1 сентября 2001                                    | Швейцария                                          | 2:1                                                | —                                                  | Отборочный турнир к ЧМ-2002                        |                                                    |
| 30                                                 | 5 сентября 2001                                    | Словения                                           | 1:1                                                | —                                                  | Отборочный турнир к ЧМ-2002                        |                                                    |
| 31                                                 | 6 октября 2001                                     | Люксембург                                         | 6:2                                                | —                                                  | Отборочный турнир к ЧМ-2002                        |                                                    |
| 32                                                 | 13 февраля 2002                                    | Мексика                                            | 2:1                                                | —                                                  | Товарищеский матч                                  |                                                    |
| 33                                                 | 8 мая 2002                                         | Эквадор                                            | 0:1                                                | —                                                  | Товарищеский матч                                  |                                                    |
| 34                                                 | 19 мая 2002                                        | Россия                                             | 1:1 (6:5 пен.)                                     | —                                                  | Товарищеский матч                                  |                                                    |
| 35                                                 | 21 августа 2002                                    | Босния и Герцеговина                               | 2:0                                                | —                                                  | Товарищеский матч                                  |                                                    |
| 36                                                 | 6 сентября 2002                                    | Чехия                                              | 0:5                                                | —                                                  | Товарищеский матч                                  |                                                    |

Итого за сборную Югославии: 36 матчей, 8 голов; 20 побед, 9 ничьих, 7 поражений.
| Матчи и голы Деяна Станковича за сборную Сербии и Черногории | Матчи и голы Деяна Станковича за сборную Сербии и Черногории | Матчи и голы Деяна Станковича за сборную Сербии и Черногории | Матчи и голы Деяна Станковича за сборную Сербии и Черногории | Матчи и голы Деяна Станковича за сборную Сербии и Черногории | Матчи и голы Деяна Станковича за сборную Сербии и Черногории | Матчи и голы Деяна Станковича за сборную Сербии и Черногории |
| ------------------------------------------------------------ | ------------------------------------------------------------ | ------------------------------------------------------------ | ------------------------------------------------------------ | ------------------------------------------------------------ | ------------------------------------------------------------ | ------------------------------------------------------------ |
| №                                                            | Дата                                                         | Оппонент                                                     | Счёт                                                         | Голы                                                         | Соревнование                                                 |                                                              |
| 1                                                            | 12 октября 2002                                              | Италия                                                       | 1:1                                                          | —                                                            | Отборочный турнир к ЧЕ-2004                                  |                                                              |
| 2                                                            | 16 октября 2002                                              | Финляндия                                                    | 2:0                                                          | —                                                            | Отборочный турнир к ЧЕ-2004                                  |                                                              |
| 3                                                            | 20 ноября 2002                                               | Франция                                                      | 0:3                                                          | —                                                            | Товарищеский матч                                            |                                                              |
| 4                                                            | 12 февраля 2003                                              | Азербайджан                                                  | 2:2                                                          | —                                                            | Отборочный турнир к ЧЕ-2004                                  |                                                              |
| 5                                                            | 27 марта 2003                                                | Болгария                                                     | 1:2                                                          | —                                                            | Товарищеский матч                                            |                                                              |
| 6                                                            | 20 августа 2003                                              | Уэльс                                                        | 1:0                                                          | —                                                            | Отборочный турнир к ЧЕ-2004                                  |                                                              |
| 7                                                            | 16 ноября 2003                                               | Польша                                                       | 3:4                                                          | —                                                            | Товарищеский матч                                            |                                                              |
| 8                                                            | 31 марта 2004                                                | Норвегия                                                     | 0:1                                                          | —                                                            | Товарищеский матч                                            |                                                              |
| 9                                                            | 18 августа 2004                                              | Словения                                                     | 1:1                                                          | —                                                            | Товарищеский матч                                            |                                                              |
| 10                                                           | 4 сентября 2004                                              | Сан-Марино                                                   | 3:0                                                          | —                                                            | Отборочный турнир к ЧМ-2006                                  |                                                              |
| 11                                                           | 9 октября 2004                                               | Босния и Герцеговина                                         | 0:0                                                          | —                                                            | Отборочный турнир к ЧМ-2006                                  |                                                              |
| 12                                                           | 13 октября 2004                                              | Сан-Марино                                                   | 5:0                                                          | 2                                                            | Отборочный турнир к ЧМ-2006                                  |                                                              |
| 13                                                           | 17 ноября 2004                                               | Бельгия                                                      | 2:0                                                          | —                                                            | Отборочный турнир к ЧМ-2006                                  |                                                              |
| 14                                                           | 9 февраля 2005                                               | Болгария                                                     | 0:0                                                          | —                                                            | Товарищеский матч                                            |                                                              |
| 15                                                           | 30 марта 2005                                                | Испания                                                      | 0:0                                                          | —                                                            | Отборочный турнир к ЧМ-2006                                  |                                                              |
| 16                                                           | 4 июня 2005                                                  | Бельгия                                                      | 0:0                                                          | —                                                            | Отборочный турнир к ЧМ-2006                                  |                                                              |
| 17                                                           | 15 августа 2005                                              | Польша                                                       | 2:3                                                          | —                                                            | Отборочный турнир к ЧМ-2006                                  |                                                              |
| 18                                                           | 3 сентября 2005                                              | Литва                                                        | 2:0                                                          | —                                                            | Отборочный турнир к ЧМ-2006                                  |                                                              |
| 19                                                           | 7 сентября 2005                                              | Испания                                                      | 1:1                                                          | —                                                            | Отборочный турнир к ЧМ-2006                                  |                                                              |
| 20                                                           | 8 октября 2005                                               | Литва                                                        | 2:0                                                          | —                                                            | Отборочный турнир к ЧМ-2006                                  |                                                              |
| 21                                                           | 1 марта 2006                                                 | Турция                                                       | 1:0                                                          | —                                                            | Товарищеский матч                                            |                                                              |
| 22                                                           | 27 мая 2006                                                  | Уругвай                                                      | 1:1                                                          | 1                                                            | Товарищеский матч                                            |                                                              |
| 23                                                           | 11 июня 2006                                                 | Нидерланды                                                   | 0:1                                                          | —                                                            | ЧМ-2006. Группа C                                            |                                                              |
| 24                                                           | 16 июня 2006                                                 | Аргентина                                                    | 0:6                                                          | —                                                            | ЧМ-2006. Группа C                                            |                                                              |
| 25                                                           | 21 июня 2006                                                 | Кот-д’Ивуар                                                  | 2:3                                                          | —                                                            | ЧМ-2006. Группа C                                            |                                                              |

Итого за сборную Сербии и Черногории: 25 матчей, 3 гола; 8 побед, 9 ничьих, 8 поражений.
| Матчи и голы Деяна Станковича за сборную Сербии | Матчи и голы Деяна Станковича за сборную Сербии | Матчи и голы Деяна Станковича за сборную Сербии | Матчи и голы Деяна Станковича за сборную Сербии | Матчи и голы Деяна Станковича за сборную Сербии | Матчи и голы Деяна Станковича за сборную Сербии | Матчи и голы Деяна Станковича за сборную Сербии |
| ----------------------------------------------- | ----------------------------------------------- | ----------------------------------------------- | ----------------------------------------------- | ----------------------------------------------- | ----------------------------------------------- | ----------------------------------------------- |
| №                                               | Дата                                            | Оппонент                                        | Счёт                                            | Голы                                            | Соревнование                                    |                                                 |
| 1                                               | 16 августа 2006                                 | Чехия                                           | 3:1                                             | —                                               | Товарищеский матч                               |                                                 |
| 2                                               | 2 сентября 2006                                 | Азербайджан                                     | 1:0                                             | —                                               | Отборочный турнир к ЧЕ-2008                     |                                                 |
| 3                                               | 6 сентября 2006                                 | Польша                                          | 1:1                                             | —                                               | Отборочный турнир к ЧЕ-2008                     |                                                 |
| 4                                               | 7 октября 2006                                  | Бельгия                                         | 1:0                                             | —                                               | Отборочный турнир к ЧЕ-2008                     |                                                 |
| 5                                               | 11 октября 2006                                 | Армения                                         | 3:0                                             | 1                                               | Отборочный турнир к ЧЕ-2008                     |                                                 |
| 6                                               | 15 ноября 2006                                  | Норвегия                                        | 1:1                                             | —                                               | Товарищеский матч                               |                                                 |
| 7                                               | 28 марта 2007                                   | Португалия                                      | 1:1                                             | —                                               | Отборочный турнир к ЧЕ-2008                     |                                                 |
| 8                                               | 2 июня 2007                                     | Финляндия                                       | 2:0                                             | —                                               | Отборочный турнир к ЧЕ-2008                     |                                                 |
| 9                                               | 8 сентября 2007                                 | Финляндия                                       | 0:0                                             | —                                               | Отборочный турнир к ЧЕ-2008                     |                                                 |
| 10                                              | 12 сентября 2007                                | Португалия                                      | 1:1                                             | —                                               | Отборочный турнир к ЧЕ-2008                     |                                                 |
| 11                                              | 13 октября 2007                                 | Армения                                         | 0:0                                             | —                                               | Отборочный турнир к ЧЕ-2008                     |                                                 |
| 12                                              | 26 марта 2008                                   | Украина                                         | 0:2                                             | —                                               | Товарищеский матч                               |                                                 |
| 13                                              | 6 сентября 2008                                 | Фарерские острова                               | 2:0                                             | —                                               | Отборочный турнир к ЧМ-2010                     |                                                 |
| 14                                              | 10 сентября 2008                                | Франция                                         | 1:2                                             | —                                               | Отборочный турнир к ЧМ-2010                     |                                                 |
| 15                                              | 11 октября 2008                                 | Литва                                           | 3:0                                             | —                                               | Отборочный турнир к ЧМ-2010                     |                                                 |
| 16                                              | 15 октября 2008                                 | Австрия                                         | 3:1                                             | —                                               | Отборочный турнир к ЧМ-2010                     |                                                 |
| 17                                              | 19 ноября 2008                                  | Болгария                                        | 6:1                                             | —                                               | Товарищеский матч                               |                                                 |
| 18                                              | 10 февраля 2009                                 | Кипр                                            | 2:0                                             | —                                               | Товарищеский матч                               |                                                 |
| 19                                              | 11 февраля 2009                                 | Украина                                         | 0:1                                             | —                                               | Товарищеский матч                               |                                                 |
| 20                                              | 28 марта 2009                                   | Румыния                                         | 3:2                                             | —                                               | Отборочный турнир к ЧМ-2010                     |                                                 |
| 21                                              | 1 апреля 2009                                   | Швеция                                          | 2:0                                             | —                                               | Отборочный турнир к ЧМ-2010                     |                                                 |
| 22                                              | 6 июня 2009                                     | Австрия                                         | 1:0                                             | —                                               | Отборочный турнир к ЧМ-2010                     |                                                 |
| 23                                              | 9 сентября 2009                                 | Франция                                         | 1:1                                             | —                                               | Отборочный турнир к ЧМ-2010                     |                                                 |
| 24                                              | 10 октября 2009                                 | Румыния                                         | 5:0                                             | —                                               | Отборочный турнир к ЧМ-2010                     |                                                 |
| 25                                              | 3 марта 2010                                    | Алжир                                           | 3:0                                             | —                                               | Товарищеский матч                               |                                                 |
| 26                                              | 2 июня 2010                                     | Польша                                          | 0:0                                             | —                                               | Товарищеский матч                               |                                                 |
| 27                                              | 5 июня 2010                                     | Камерун                                         | 4:3                                             | 1                                               | Товарищеский матч                               |                                                 |
| 28                                              | 13 июня 2010                                    | Гана                                            | 0:1                                             | —                                               | ЧМ-2010. Группа D                               |                                                 |
| 29                                              | 18 июня 2010                                    | Германия                                        | 1:0                                             | —                                               | ЧМ-2010. Группа D                               |                                                 |
| 30                                              | 23 июня 2010                                    | Австралия                                       | 1:2                                             | —                                               | ЧМ-2010. Группа D                               |                                                 |
| 31                                              | 3 сентября 2010                                 | Фарерские острова                               | 3:0                                             | 1                                               | Отборочный турнир к ЧЕ-2012                     |                                                 |
| 32                                              | 7 сентября 2010                                 | Словения                                        | 1:1                                             | —                                               | Отборочный турнир к ЧЕ-2012                     |                                                 |
| 33                                              | 8 октября 2010                                  | Эстония                                         | 1:3                                             | —                                               | Отборочный турнир к ЧЕ-2012                     |                                                 |
| 34                                              | 12 октября 2010                                 | Италия                                          | 0:3                                             | —                                               | Отборочный турнир к ЧЕ-2012                     |                                                 |
| 35                                              | 25 марта 2011                                   | Северная Ирландия                               | 2:1                                             | —                                               | Отборочный турнир к ЧЕ-2012                     |                                                 |
| 36                                              | 3 июня 2011                                     | Республика Корея                                | 1:2                                             | —                                               | Товарищеский матч                               |                                                 |
| 37                                              | 7 июня 2011                                     | Австралия                                       | 0:0                                             | —                                               | Товарищеский матч                               |                                                 |
| 38                                              | 2 сентября 2011                                 | Северная Ирландия                               | 1:0                                             | —                                               | Отборочный турнир к ЧЕ-2012                     |                                                 |
| 39                                              | 6 сентября 2011                                 | Фарерские острова                               | 3:1                                             | —                                               | Отборочный турнир к ЧЕ-2012                     |                                                 |
| 40                                              | 7 октября 2011                                  | Италия                                          | 1:1                                             | —                                               | Отборочный турнир к ЧЕ-2012                     |                                                 |
| 41                                              | 11 октября 2011                                 | Словения                                        | 0:1                                             | —                                               | Отборочный турнир к ЧЕ-2012                     |                                                 |
| 42                                              | 11 октября 2013                                 | Япония                                          | 2:0                                             | —                                               | Товарищеский матч                               |                                                 |

Итого за сборную Сербии: 42 матча, 3 гола; 22 победы, 11 ничьих, 9 поражений.
Всего за сборные: 103 матча, 14 голов; 51 победа, 29 ничьих, 23 поражения.

### Тренерская
| Команда          | Начало работы   | Окончание работы | Результаты | Результаты | Результаты | Результаты | Результаты | Результаты | Результаты | Результаты |
| Команда          | Начало работы   | Окончание работы | И          | В          | Н          | П          | МЗ         | МП         | РМ         | % побед    |
| ---------------- | --------------- | ---------------- | ---------- | ---------- | ---------- | ---------- | ---------- | ---------- | ---------- | ---------- |
| Црвена звезда    | 21 декабря 2019 | 26 августа 2022  | 130        | 103        | 17         | 10         | 336        | 86         | +250       | 079,23     |
| Сампдория        | 6 октября 2022  | 27 июня 2023     | 32         | 4          | 8          | 20         | 31         | 66         | −35        | 012,50     |
| Ференцварош      | 4 сентября 2023 | 16 мая 2024      | 42         | 26         | 9          | 7          | 91         | 40         | +51        | 061,90     |
| Спартак (Москва) | 19 июня 2024    | н. в.            | 49         | 27         | 8          | 14         | 89         | 48         | +41        | 055,10     |
| Всего            | Всего           | Всего            | 253        | 161        | 42         | 50         | 547        | 240        | +307       | 063,64     |